# Феркаш
Феркаш (рум. Fărcaș) — село у повіті Долж в Румунії. Входить до складу комуни Феркаш.
Село розташоване на відстані 187 км на захід від Бухареста, 31 км на північ від Крайови.

## Населення
За даними перепису населення 2002 року у селі проживали 569 осіб. Усі жителі села рідною мовою назвали румунську.
Національний склад населення села:
| Національність | Кількість осіб | Відсоток |
| -------------- | -------------- | -------- |
| румуни         | 558            | 98,1%    |
| цигани         | 11             | 1,9%     |